# 전국한우협회
전국한우협회는 한우사육농가와 회원의 공동이익 도모와 한우산업발전에 기여할 목적으로 1999년 12월 13일 설립된 대한민국 농림축산식품부 소관의 사단법인이다. 사무실은 서울특별시 서초구 서초1동 1621-19, 제2축산회관 2층에 있다.

## 주요 사업
- 한우농가 사양관리 및 기술 교육실시
- 한우고기 시식회 및 부대행사
- 한우소식지 발행 및 한우고기 홍보
- 기타세미나 및 회의
- 한우농가 권익보호를 위한 정책제시